# El Carricillo, Jalisco
El Carricillo är en ort i Mexiko.   Den ligger i kommunen Zapotlanejo och delstaten Jalisco, i den centrala delen av landet, 400 km väster om huvudstaden Mexico City. El Carricillo ligger 1 746 meter över havet och antalet invånare är 144.
Terrängen runt El Carricillo är kuperad åt nordväst, men åt sydost är den platt. Runt El Carricillo är det ganska tätbefolkat, med 83 invånare per kvadratkilometer. Närmaste större samhälle är Zapotlanejo, 12,5 km söder om El Carricillo. I omgivningarna runt El Carricillo växer huvudsakligen savannskog.